# Joelle Wedemeyer
Marie-Joelle Wedemeyer (* 12. August 1996 in Braunschweig) ist eine deutsche Fußballspielerin, die beim Bundesligisten VfL Wolfsburg unter Vertrag steht.

## Karriere

### Vereine
Wedemeyer spielte bis 2011 für den MTV Wolfenbüttel und wechselte dann in die Jugendabteilung des VfL Wolfsburg, für dessen B-Juniorinnen sie in der Saison 2012/13 in der erstmals ausgetragenen Bundesliga Nord/Nordost spielte. Mit den Auswahlmannschaften des Niedersächsischen Fußballverbands nahm sie 2011 (U15), 2012 (U17) und 2013 (U19) am Turnier um den Länderpokal teil.
Seit der Saison 2013/14 gehört sie dem Kader von Wolfsburgs erster Mannschaft an. Nachdem sie am 28. September 2013 in der zweiten Runde des DFB-Pokals gegen den Regionalligisten TSG Burg Gretesch erstmals für das Bundesligateam zum Einsatz gekommen war, folgte am 16. Oktober 2013 mit dem Champions-League-Sechzehntelfinal-Rückspiel gegen Pärnu JK ihre erste internationale Partie.

### Nationalmannschaft
Wedemeyer gab am 7. April 2014 ihr Debüt für die U19-Nationalmannschaft, die in Brüssel gegen die Auswahl der Ukraine mit 7:0 gewann. Mit der U20-Nationalmannschaft nahm sie an der vom 5. bis zum 24. August 2014 in Kanada ausgetragenen Weltmeisterschaft teil und wurde im Finale gegen die Auswahl Nigerias zur zweiten Halbzeit für Rebecca Knaak eingewechselt. Mit dem 1:0-Siegtreffer von Lena Petermann in der 98. Minute wurde sie mit der Mannschaft Weltmeister. Am 10. Juni 2018 bestritt sie ihr einziges Länderspiel in der A-Nationalmannschaft, die im kanadischen Hamilton mit 3:2 gegen die Nationalmannschaft Kanadas gewann.

## Titel
- U20-Weltmeisterin: 2014
- UEFA-Champions-League-Siegerin: 2014
- Deutsche Meisterin: 2014, 2017, 2018, 2019, 2020, 2022
- Deutsche Pokalsiegerin: 2015, 2016, 2017, 2018, 2019, 2020, 2021, 2022, 2023, 2024